# Alfredo Ruprecht
Alfredo Otto Julio Ruprecht ( Martínez, Argentina,26 de agosto de 1910, Buenos Aires, Argentina, 16 de agosto de 2014 ) fue un abogado, académico, juez y profesores universitarios que se dedicó especialmente al Derecho laboral.

## Actividad profesional
Se recibió de abogado en la Universidad Nacional del Litoral, fue profesor en dicha casa de estudios, en la Universidad del Salvador y en la Universidad Católica de La Plata, entre otras. Tuvo el cargo de miembro de la Cámara del Trabajo de Rosario y de juez de la Cámara Nacional de Apelaciones del Trabajo de la Capital Federal.
Fue en 1963 el primer director del Instituto de Derecho Laboral y de la Seguridad Social de la Facultad de Ciencias Jurídicas, Políticas y Sociales de la Universidad del Salvador.
Fue uno de los fundadores de la Academia Iberoamericana del Trabajo y la Seguridad Social que comenzó a actuar en 1974 a partir de su iniciativa formulada en septiembre de 1972, con ocasión del IV Congreso Iberoamericano de Derecho del Trabajo y de la Seguridad Social, celebrado en Sao Paulo. y también miembro correspondiente  de la Academia brasileira de direito do trabalho Colaboró en la revista especializada Gaceta del Trabajo.
Falleció en Buenos Aires el 16 de agosto de 2014.

## Obras
Entre otras obras, ha publicado las siguientes:
- Asignaciones familiares, Buenos Aires, Zavalía, 1998
- Asociaciones gremiales de trabajadores, Buenos Aires,: Víctor P. de Zavalía, 1980
- Conflictos colectivos del trabajo, Buenos Aires,: Abeledo-Perrot, 1967
- Contrato de trabajo : principios generales y legislación comentada, Buenos Aires : Bibliográfica Omeba, 1960
- Contrato de trabajo, empleo y desocupación, Buenos Aires, Zavalía, 1992
- Curso de economía laboral y previsional, Buenos Aires,: El Coloquio, 1988
- Convenios colectivos de trabajo interpelación de los convenios colectivos de trabajo
- El desempleo y la seguridad social, Buenos Aires, El Coloquio, 1974
- Infortunios laborales, Buenos Aires, Zavalía, 1992
- Lecciones de derecho del trabajo y de la seguridad social, Buenos Aires, El Coloquio, 1980
- Ley de riesgos de trabajo comentada y disposiciones reglamentarias, Buenos Aires, Zavalía, 1996
- Viajantes de comercio : Ley 14.546 anotada y comentada, Buenos Aires : Bibliográfica Argentina, 1960
- Gaceta del trabajo : recopilación ordenada de sentencias, leyes, resolucciones administrativas, Buenos Aires : Editorial Bibliográfica Argentina, 1955.
- La huelga ante la jurisprudencia argentina
- Derecho colectivo de trabajo,  1977
- Garantías de pleno y libre ejercicio de la libertad sindical